# Rückwirkungsfreiheit
Der ingenieurtechnische Begriff der Rückwirkungsfreiheit (englisch absence of feedback oder absence of interaction oder freedom from interference) bedeutet, dass die Ausgangsgröße eines Regelungsglieds nicht auf die Eingangsgröße zurückwirkt (z. B. dass die Raumtemperatur nicht auf die Vorlauftemperatur der Heizung zurückwirkt).
Rückwirkungsfreiheit ist relevant in Steuergeräten mit sicherheitskritischen Funktionen. Sie kann z. B. durch Trennung von Netzen, Betriebssystemen oder Stromversorgung oder auch durch räumliche Trennung erreicht werden.
Die Rückwirkung bei menschlichen Stelleingriffen in ein System liefert für den Bediener oft wichtige Informationen (z. B. durch die Rückmeldung des Lenkmoments beim Einstellen des Lenkradwinkels). Rückwirkungsfreiheit bedeutet in solchen Fällen einen unerwünschten Informationsverlust für den Bediener.

## Abgrenzung zu verwandten Begriffen
Nebenwirkungen bezeichnen im Gegensatz zu Rückwirkungen das zwangsläufig mit einer Technik verbundene unerwünschte Wirken. So ist eine generelle Nebenwirkung von Elektronik die Wärmeabgabe an die Umwelt.
Wechselwirkungen bezeichnen hingegen eine unerwünschte Beeinflussung eines Systems bei speziellen Einflüssen oder Voraussetzungen (z. B. Strahlung oder chemische Stoffe). Wechselwirkungen können additiv, subtraktiv oder alternativ sein.
Der Begriff freedom from interference oder genauer freedom from unintended interference bezeichnet genau genommen sämtliche Arten von unerwünschten Wirkungen. Er umfasst also nicht nur die Rückwirkungen, sondern auch die Wechsel- und Nebenwirkungen.

## Software-Industrie
In der Software-Industrie wird der Begriff gelegentlich sinnverwandt zu „frei von unerwünschten Seiteneffekten“ angewendet. Das heißt, dass
eine Änderung am Quelltext einer Applikation keine unerwünschten, unbedachten Auswirkungen auf andere Applikationen haben soll.
Verschiedene Normen verlangen bei Softwareaktualisierungen für sicherheitsrelevante Systeme einen Nachweis der Rückwirkungsfreiheit bzw. der Auswirkungen (englisch impact assessment), insbesondere die Normen der funktionalen Sicherheit, u. a. IEC 61508, ISO 26262, ISO 13849, EN 50657, EN 50716 …

## Autoindustrie
Für elektronische Steuerungskomponenten in Automobilen führt die ISO 26262 drei Aspekte (Programmfluss, Speicherzugriff, Kommunikation) an, die für die Gewährleistung der Rückwirkungsfreiheit abgesichert werden müssen. Sind die elektronischen Komponenten in einem Automobil nicht nach ISO 26262 zertifiziert, müssen die nach der höchsten ASIL-Sicherheitsstufe (Automotive Safety Integrity Level, siehe ISO 26262) zertifiziert werden.

## Biologie
Ob in biologischen Systemen Rückwirkungsfreiheit besteht, hängt von der betrachteten Systemebene ab. So werden die Signale biologischer Systeme auf kleinster Ebene über Nervenzellen transportiert. Diese Übertragungsglieder kennen keine Rückwirkung. Auf abstrakterer Ebene können auch Wirkungsketten, welche wenigstens ein derartiges Übertragungsglied enthalten, als rückwirkungsfrei angesehen werden.

## Sozialwissenschaften, Psychologie, Medientheorie
Auch in den Sozialwissenschaften und in der Psychologie wird der Begriff gelegentlich verwendet, um Zustände zu beschreiben, bei denen Ursache und Wirkung strikt getrennt sind. Meist fallen Ursache und Wirkung bei Betrachtung makrosozialer Phänomene (z. B. der medialen Kommunikation) zusammen: Scheinbar unabhängige Variablen sind hier in Wechselwirkung aufeinander bezogen. Ein bekanntes Beispiel ist die Schweigespirale in der Kommunikation. Auch hier kommt es entscheidend auf das Abstraktions- und Aggregationsniveau der Betrachtung an, ob ein Zustand der Rückwirkungsfreiheit etwa bei Beobachtungen sozialer oder medialer Phänomene erreichbar ist bzw. konstatiert werden kann.